# Momo (film, 2017)
Pour les articles homonymes, voir Momo.
Pour plus de détails, voir Fiche technique et Distribution.
Momo est un film franco-belge réalisé par Sébastien Thiéry et Vincent Lobelle, sorti en 2017.

## Synopsis
Alors qu’ils font leurs courses dans un supermarché, Monsieur et Madame Prioux voient qu’un inconnu leur subtilise leur caddie, ils refont donc ensemble leurs courses et lorsqu’ils rentrent chez eux, toutes les courses faites précédemment sont dans leur maison. Ce soir-là, Monsieur et Madame Prioux s’aperçoivent que l’inconnu est entré chez eux, a déposé leurs courses et qu’il utilise à l'instant même leur salle de bain. En fouillant dans ses affaires, ils trouvent une vieille photo d’eux, au verso de laquelle sont inscrits les mots Papa et Maman. Ils trouvent aussi un billet au nom de Patrick Prioux. Après avoir fini sa toilette, il fait connaissance avec les Prioux, et leur annonce qu’il est leur fils. Sachant qu’ils n’ont jamais eu d'enfants, ils commencent par se méfier de lui. Une seule question se pose : mais qui est ce mystérieux Patrick ? qui parle bizarrement, prononçant des mots incompréhensibles pour Monsieur Prioux, mais non par Madame. Patrick appelant même Madame Prioux, Momo, pour dire maman.

## Fiche technique
Sauf indication contraire, les informations mentionnées dans cette section peuvent être confirmées par les bases de données cinématographiques IMDb et Allociné,  présentes dans la section « Liens externes ».
- Titre : Momo[1]
- Réalisation : Sébastien Thiéry et Vincent Lobelle[2]
- Production : Olivier Delbosc
- Scénario : Sébastien Thiéry, Pascale Arbillot
- Musique : Michael Tordjman, Maxime Desprez
- Décors : Philippe Lévêque
- Costume : Fabienne Katany
- Monteur image : Cyril Nakache
- Image : Jean-Paul Agostini
- Agence de presse : AS Communication
- Attaché de presse : Sandra Cornevaux
- Direction de production : Christophe Desenclos
- Société de production : Curiosa Films, Versus production
- Co-production : TF1 Films Production
- Exportation : TF1 Studio
- Distribution  : Mars Films
- Budget : 7.92 M€[3]
- Genre : comédie
- Pays d'origine :  France[4] Belgique
- Durée : 88 minutes [5]
- Date de sortie : 
  -  France : 27 décembre 2017
  -  Belgique : 27 décembre 2017[5],[6]
  -  Allemagne : 21 juin 2018

## Distribution
- Christian Clavier : André Prioux
- Catherine Frot : Laurence Prioux
- Sébastien Thiéry : Patrick
- Pascale Arbillot : Sarah, la femme de Patrick
- Hervé Pierre : Jean-François, le médecin
- Bruno Georis : le vétérinaire
- Jeanne Rosa : la policière
- Claudine Vincent : Jacqueline Paparopoulos
- Albert Jeunehomme : Le voisin
- Marie Colapietro : la serveuse
- Benoît Tachoires : le responsable sécurité du supermarché
- Eric Larcin : le client du supermarché
- Charles Campignion :

## Production

### Préproduction
L'actrice Catherine Frot et l'acteur Christian Clavier sont réunis pour ce film réalisé par Sébastien Thiéry. Le film est une adaptation de la pièce de théâtre de Sébastien Thiéry, Momo avec Muriel Robin et François Berléand.
Sébastien Thiéry, Molière de la pièce comique pour Cochons d'Inde en 2009, co-réalise pour la première fois un film avec Vincent Lobelle, et reprend le rôle qu'il tenait sur sa pièce de théâtre.

### Tournage
Le tournage s'est déroulé du 18 octobre 2016 au 15 décembre 2016 en Belgique, dans la région de Braine-l'Alleud (quartier des 7 Fontaines), ainsi qu'à Alsemberg (magasin de meubles). On peut également reconnaître la station Esso de Bierges sud (Wavre E411). La scène du restaurant a été tournée aux Brasseries Georges, avenue Winston Churchill (Uccle). L'immeuble où habite la copine grecque d'André est situé avenue de la Sauvagine à Watermael-Boitsfort.
Le chien est un Malinois (berger belge) et non pas un berger allemand comme dit dans le film. Le scenario le présente comme un berger allemand et même le vétérinaire lui parle en allemand. De surcroit, son nom est Schnell (vite en allemand !).

## Autour du film
À 6:00, dans le plan d'ensemble dans le supermarché, on y voit son logotype : un logotype dérivé de celui des supermarchés E.Leclerc.